# Farza
Farza är ett distrikt i Afghanistan. Det ligger i provinsen Kabul, i den nordöstra delen av landet, 30 kilometer norr om huvudstaden Kabul.
Distriktet beräknades år 2022 ha cirka 25 000 invånare.